# UN-Habitat
Program Narodów Zjednoczonych ds. Osiedli Ludzkich (ang. United Nations Human Settlements Programme) – agenda ONZ zajmująca się kwestiami urbanizacji i osiedli ludzkich, w tym promocją zrównoważonego rozwoju ośrodków miejskich. 
Powstała w 1978 w następstwie pierwszej konferencji ds. habitatu (tzw. Habitat I, Vancouver, 1976). Początkowo działała jako United Nations Centre for Human Settlements (UNCHS-Habitat). Na mocy rezolucji Zgromadzenia Ogólnego NZ nr A/56/206 (z 1 stycznia 2002) przekształcona w pełnoprawny program ONZ, z radą zarządzającą na czele. 
Siedziba sekretariatu znajduje się w Nairobi w Kenii, dyrektorem wykonawczym jest Maimunah Mohd Sharif z Malezji od 2018 roku. Posiada także biura poza Kenią, w tym w Polsce.
Podstawowe dokumenty związane z UN-Habitat: Vancouver Declaration on Human Settlements, Habitat Agenda, Istanbul Declaration on Human Settlements, Declaration on Cities and Other Human Settlements in the New Millennium i rezolucja A/56/206.